# إيفال ميرتنز
إيفال ميرتنز (بالألمانية: Ewald Mertens)‏ هو منافس ألعاب قوى ألماني، ولد في 24 سبتمبر 1909 في نوردهاوزن في ألمانيا، وتوفي في 7 فبراير 1965 في برلين في ألمانيا.

## وصلات خارجية
- إيفال ميرتنز على موقع أوليمبيديا (الإنجليزية)